# اچوکالا
اچوکالا (به اسپانیایی: Achocalla) در بولیوی است که در la paz department (bolivia) واقع شده‌است.

## خصوصیات
اچوکالا ۱۰٬۳۶۹ نفر جمعیت دارد.